# Айяри, Анис
Анис Айяри (араб. أنيس العياري‎; род. 16 февраля 1982, Эззахра, Бен-Арус) — тунисский футболист, защитник.

## Биография

### Клубная карьера
Профессиональную карьеру начал в 2001 году выступлениями за команду «Стад Тунизьен», в которой провел три сезона.
В течение 2004-2006 годов защищал цвета турецкого клуба «Самсунспор». Своей игрой за последнюю команду привлек внимание представителей тренерского штаба клуба «Лорьян», в состав которого присоединился в 2006 году. Провёл за команду из Лорьяна один сезон. В 2007 году перешел в клуб «Этуаль дю Сахель», за который отыграл 3 сезона. В 2010 году завершил профессиональную карьеру футболиста.

### Карьера в сборной
В 2002 году дебютировал за национальную сборную Туниса. В течение карьеры в национальной команде, которая длилась 5 лет, провел в форме главной команды страны 28 матчей.
В составе сборной был участникомː Кубка африканских наций 2004 в Тунисе, на котором сборная взяла золотые награды, Кубка конфедераций 2005 в Германии, чемпионата мира 2006 в Германии, Кубка африканских наций 2006 в Египте.